# Ted Chiang
Œuvres principales
- La Tour de Babylone
- Expiration

Ted Chiang, né en 1967 à Port Jefferson, dans l'État de New York, est un auteur américain de science-fiction. 

## Biographie
Diplômé d'informatique de l'université Brown à Providence (Rhode Island), Ted Chiang suit un stage à l'atelier d'écriture Clarion. Il vit aujourd'hui près de Seattle et travaille dans l'industrie informatique.
Peu prolifique, Ted Chiang n'a publié entre 1990 et 2015 que quinze nouvelles, publiées dans des fanzines. Les huit premières forment le sommaire du recueil Stories Of Your Life and Others, publié en français sous le titre La Tour de Babylone. Un deuxième recueil, Expiration (Exhalation en version originale) est paru en 2019.
Ted Chiang a néanmoins déjà remporté un grand nombre de prix littéraires : La Tour de Babylone, la première nouvelle publiée par l'auteur, reçoit un prix Nebula ; L'Histoire de ta vie est récompensée par un autre Nebula et le prix Theodore-Sturgeon ; Soixante-douze lettres a les honneurs du prix Sidewise ; L'enfer, quand Dieu n'est pas présent reçoit les prix Hugo, Nebula et Locus ; Le Marchand et la Porte de l'alchimiste remporte les prix Hugo et Nebula ; Expiration obtient les prix Hugo et Locus ; Le Cycle de vie des objets logiciels reçoit les prix Hugo et Locus et enfin Omphalos le prix Locus.

## Style et influences
Chiang a déclaré qu'Isaac Asimov et Arthur C. Clarke l'ont inspiré dans sa jeunesse, tandis que les œuvres de Gene Wolfe, John Crowley et Edward Bryant ont été ses influences créatives à l'université.
Chiang a déclaré que l'une des raisons pour lesquelles l'écriture de science-fiction l'intéresse est qu'elle lui permet de rendre les questions philosophiques « racontables ». Il aime lire les notes des auteurs et les inclut lui-même dans ses recueils de nouvelles. Il considère que ces notes ne sont pas « une réponse précise à la question "Comment avez-vous eu cette idée ?", mais une façon de répondre au lecteur s'il sait quelle est la meilleure question à poser [à propos de l'histoire] ».

## Œuvres

### Nouvelles
- La Tour de Babylone, 2006 ((en) Tower of Babylon, 1990)Prix Nebula de la meilleure nouvelle longue 1990
- Comprends, 1994 ((en) Understand, 1991)
- Division par zéro, 2006 ((en) Division by Zero, 1991)
- L'Histoire de ta vie, 2006 ((en) Story of Your Life, 1998)Prix Nebula du meilleur roman court 1999 et prix Theodore-Sturgeon 1999
- Soixante-douze lettres, 2006 ((en) Seventy-Two Letters, 2000)Prix Sidewise forme courte 2000
- L'Évolution de la science humaine, 2006 ((en) The Evolution of Human Science / Catching Crumbs from the Table, 2000)
- L'Enfer, quand Dieu n'est pas présent, 2006 ((en) Hell Is the Absence of God, 2001)Prix Hugo de la meilleure nouvelle longue 2002, prix Nebula de la meilleure nouvelle longue 2002 et prix Locus de la meilleure nouvelle longue 2002
- Aimer ce que l'on voit : un documentaire, 2006 ((en) Liking What You See, a Documentary, 2002)
- Ce sur quoi il faudra compter, 2008 ((en) What's Expected of Us, 2006)Parue dans Fictions no 7, 2008 ; réédition dans le recueil Expiration sous le titre Ce qu'on attend de nous
- Le Marchand et la Porte de l'alchimiste, 2008 ((en) The Merchant and the Alchemist's Gate, 2007)Parue dans Fictions no 7, 2008 - Prix Hugo de la meilleure nouvelle longue 2008 et prix Nebula de la meilleure nouvelle longue 2007
- Exhalaison, 2009 ((en) Exhalation, 2008)Parue dans Bifrost no 56 ;  ; réédition dans le recueil Expiration sous le titre Expiration - Prix Hugo de la meilleure nouvelle courte 2009, prix Locus de la meilleure nouvelle courte 2009 et prix British Science Fiction de la meilleure fiction courte 2008
- Le Cycle de vie des objets logiciels, 2020 ((en) The Lifecycle of Software Objects, 2010)Prix Hugo du meilleur roman court 2011 et prix Locus du meilleur roman court 2011
- La Nurse automatique brevetée de Dacey, 2020 ((en) Dacey's Patent Automatic Nanny, 2011)
- La Vérité du fait, la Vérité de l'émotion, 2020 ((en) The Truth of Fact, the Truth of Feeling, 2013)
- Le Grand Silence, 2020 ((en) The Great Silence, 2015)
- Omphalos, 2020 ((en) Omphalos, 2019)Prix Locus de la meilleure nouvelle longue 2020
- L'angoisse est le vertige de la liberté, 2020 ((en) Anxiety Is the Dizziness of Freedom, 2019)Une version abrégée de la nouvelle a été publiée sous le titre Better Versions of You dans le supplément littéraire du New York Times
- (en) It's 2059, and the Rich Kids Are Still Winning, 2019

### Recueils de nouvelles
- La Tour de Babylone, Denoël, coll. « Lunes d'encre », 2006 ((en) Stories Of Your Life and Others, 2002), trad. Pierre-Paul Durastanti et Jean-Pierre Pugi  (ISBN 2-207-25456-9)Prix Locus du meilleur recueil de nouvelles 2003 et prix Bob Morane 2007 dans la catégorie Nouvelles
- Expiration, Denoël, coll. « Lunes d'encre », 2020 ((en) Exhalation, 2019), trad. Théophile Sersiron  (ISBN 978-2-207-13682-9)Prix Locus du meilleur recueil de nouvelles 2020

## Récompenses
Ted Chiang a reçu à quatre reprises le prix Hugo, à quatre reprises le prix Nebula et à quatre reprises le prix Locus.

## Adaptation de son œuvre
- 2016 : Premier Contact (Arrival) de Denis Villeneuve, d'après L'Histoire de ta vie